# Hornburg
Hornburg este un oraș din landul Saxonia Inferioară, Germania.